# Estación de Buire-sur-l'Ancre
La estación de Buire-sur-l'Ancre es una estación ferroviaria francesa, de la línea férrea París-Lille, situada en la comuna de Buire-sur-l'Ancre, en el departamento de Somme. Por ella transitan únicamente trenes regionales que unen Amiens con el norte de Francia.

## Situación ferroviaria
La estación se encuentra en el punto kilométrico 148,983 de la línea férrea París-Lille. 

## Historia
Fue inaugurada en la segunda mitad del siglo XIX por parte de la Compañía de Ferrocarriles del Norte. En 1937, la estación pasó a ser explotada por la SNCF.

## La estación
La estación se compone de dos andenes laterales y de dos vías. 

## Servicios ferroviarios

### Regionales
- Línea Amiens - Lille.
- Línea Amiens - Albert.